# 平群鮪
平群 鮪（へぐり の しび、生没年不詳）は『日本書紀』に見える人物。名は志毘とも書かれる。平群氏の一族で、平群真鳥の子。

## 生涯
鮪は平群真鳥の子で、小泊瀬稚鷦鷯尊（武烈天皇）との影媛（物部麁鹿火の娘）を懸けての決闘が『日本書紀』に記されている。鮪の父である真鳥は国政をほしいままにし、皇室のためと偽って自らの邸宅を造営するなど、日本の王になろうと画策していた。
ある時、小泊瀬稚鷦鷯尊は影媛（物部麁鹿火の娘）と婚姻の約束を交わした。しかし、以前に影媛は鮪に犯されており、その発覚を恐れた影媛は小泊瀬稚鷦鷯尊に「海柘榴市（つばきち/つばいち）でお会いしましょう」と伝えた。鮪と影媛の関係を知らない小泊瀬稚鷦鷯尊は真鳥へ使者を出し、官馬を要求したが、真鳥は小泊瀬稚鷦鷯尊を侮って提供しなかった。小泊瀬稚鷦鷯尊は怒りを抑えつつ約束の場所へ行き、影媛と合流した。二人が袖を取り合って向き合っていると、鮪がその間に押し入り、ここで歌の詠み合いとなった。
鮪と影媛の関係を知って激昂した小泊瀬稚鷦鷯尊は顔を赤くして怒り狂って帰った。そして、その晩に大伴金村を訪ねて数千の兵を集めた。金村はその兵を率いて逃げ道を塞ぎ、鮪は平城山丘陵に追いつめられて殺された。影媛はこの一部始終を目撃し、「あぁ、つらい。愛する夫（鮪）を失ってしまった」と言って気を失った。
その後、金村の提案により鮪の父の真鳥も追い詰められ、謀反の計画が頓挫したと知った真鳥は呪いの言葉を呟いて自害した（生存説もある）。こうして平群氏の嫡流は滅んだ。

## 備考
- 『古事記』では武烈天皇の叔父である顕宗天皇と平群臣の祖である志毘臣の話と争ったとする類似の話が載せられる一方真鳥の滅亡には触れられておらず、『古事記』の出典となった『旧辞』もこの見解を取っていた可能性が高い。このため、鮪（志毘）と争った天皇の名前については2つの説が伝えられていたが、「大伴金村が平郡真鳥に代わって政権を掌握した話を正当化するために鮪の一件と真鳥の滅亡を結びつけて描かれた大伴氏の伝承に基づいた武烈天皇との逸話を『日本書紀』の編者が採用したのではないか?」とする説がある[2]。

- 『寛政重脩諸家譜』巻第六百四十三の「紀氏系図」によれば、養子に久比臣がいたという（久比臣の実父は小開子臣とされる）[3]。